# 王钊 (刘宋)
王钊（?—?），南朝宋琅邪郡临沂县人。王导玄孙，王弘堂侄，王练之子。
王钊历任黄门侍郎、左民尚书。 宋明帝泰始初年担任司徒左长史。随司徒刘休仁出京驻守赭圻。后来得罪建安王刘休仁，改任为始兴相，又因为忤犯刘休仁，被宋明帝赐死。